# Hugo Emsmann
Hugo Georg August Emsmann (26. dubna 1857 Štětín – 12. prosince 1933 Berlín) byl fregatní kapitán německého císařského námořnictva.

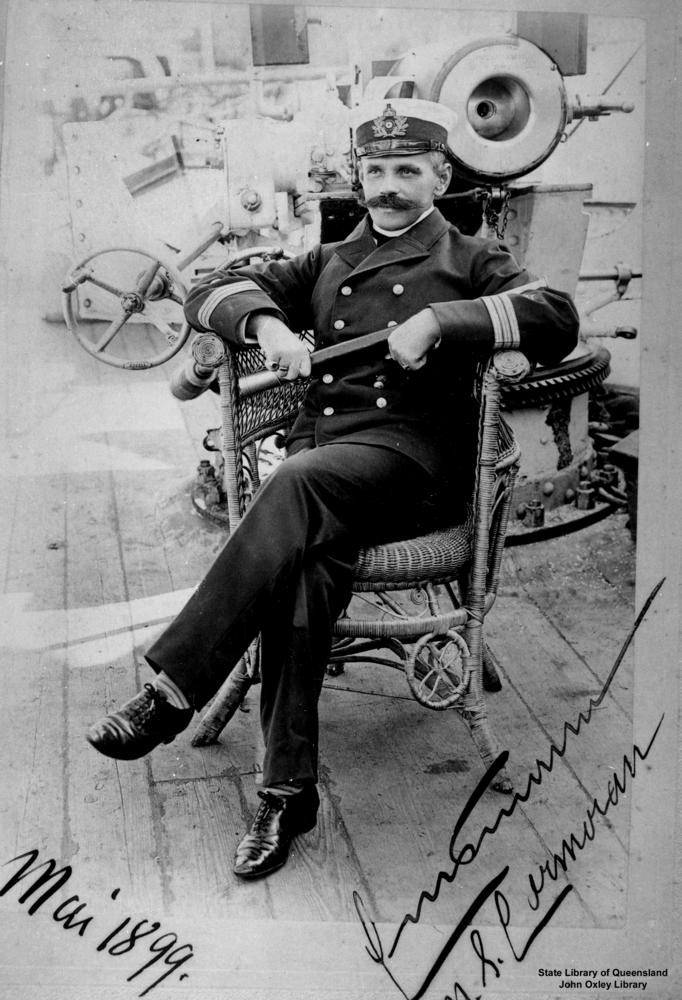
Hugo Emsmann jako velitel SMS Cormoran (1889)

Do námořních služeb vstoupil 12. dubna 1874. Od srpna do listopadu 1888 byl kapitánem dělového člunu SMS Eber, se kterým se účastnil obsazení ostrova Nauru v rámci nauruské občanské války. Od září 1896 do března 1897 byl kapitán císařské jachty SMY Hohenzollern. Od října 1897 do července 1898 velel pancéřové lodi SMS Beowulf. Od ledna 1899 do listopadu 1900 byl v hodnosti nadporučíka velitelem křižníku SMS Cormoran. Od listopadu 1900 do roku 1906 byl jako fregatní kapitán úředníkem technického oddělení na německém ministerstvu námořnictva. Mezi lety 1906 a 1909 byl velitelem ostrova Helgoland. Od roku 1909 byl pak ředitelem firmy Hochfrequenz-Maschninen AG.